# La Goulafrière

La Goulafrière este o comună în departamentul Eure, Franța. În 1 ianuarie 2022 avea o populație de 169 de locuitori.